# Битва под Острым Камнем
Битва под Острым Камнем — сражение повстанческого казацкого войска Северина Наливайко с правительственной армией Речи Посполитой под командованием польного гетмана Станислава Жолкевского близ урочища Острый Камень под Белой Церковью на Киевщине в 1596 году.

## История
После поражения под Белой Церковью передового отряда королевской армии под командой князя Кирика Ружинского, численностью около 500 чел., в город вошли основные силы поляков под командованием польного гетмана Станислав Жолкевского. В составе его войска было 3 220 гусар, 1 338 панцирных хоругвей, 800 человек наёмной пехоты и 1 244 солдат, а также более шести тысяч вооружённых слуг и 24 пушки. Отступавшие казаки, численность которых составляла около 7 000 человек с 20 пушками, были настигнуты в миле от Белой Церкви близ урочища Острый Камень.
Казаки выстроились лагерем в пять рядов возов. Жолкевский колебался начинать атаку, учитывая сильную артиллерию казаков и их построение. Однако опасаясь, что повстанцы под покровом ночи смогут ускользнуть от него, в то время как глубокий снег затруднил бы польские пути снабжения, польный гетман перешёл в наступление. Используя своё преимущество в скорости, поляки окружили лагерь и ударили со всех сторон, пытаясь разорвать кольцо из возов. Однако казаки встретили поляков сильным огнём. Казацкая пехота стреляла, лёжа под возами, активную роль играла артиллерия казаков. Нападение Жолкевского было отбито. Обе стороны понесли тяжёлые потери. Со стороны повстанцев погиб полковник Сасько, а Матвею Шауле ядром оторвало руку.
Поляки остановили преследование и отступили к Белой Церкви. Казаки смогли без препятствий переправиться через Днепр недалеко от Триполья.